# Pseudacris kalmi
Pseudacris kalmi é uma espécie de anfíbio anuro da família Hylidae. Está presente nos Estados Unidos. A UICN classificou-a como pouco preocupante.